# Zastępcy gubernatora Nowego Jorku
Zastępca gubernatora Nowego Jorku to urzędnik pełniący obowiązki gubernatora Nowego Jorku, w przypadku gdy osoba wybranej na ten urząd jest niedyspozycyjna. Druga osoba w linii sukcesji. Jest wybierany na czteroletnią kadencję razem z gubernatorem. W razie opróżnienia przez niego urzędu, jego obowiązki przejmuje przewodniczący pro tempre senatu.  

## Lista zastępców gubernatora Nowego Jorku
Pierwszy gubernator oficjalnie objął urząd 30 lipca 1977. Na mocy pierwszej konstytucji Nowego Jorku kadencja gubernatora trwała 3 lata, a w 1978 wprowadzono przepis, zgodnie z którym każda kadencja rozpoczynała się 1 lipca. Konstytucja z 1821 skracała kadencję do dwóch lat i wymuszała początek kadencji na 1 stycznia, a koniec na 31 grudnia. Od 1974 gubernatorzy znów byli wybierani na trzyletnią kadencję, a od 1894 znowu na dwuletnią. Zgodnie z aktualną konstytucją stanową z 1938 kadencja gubernatora trwa 4 lata. W przypadku gdy gubernator opróżnia swój urząd, jego obowiązki przejmuje zastępca gubernatora.
| Lp.                  | Lp.   | Zastępca gubernatora                                      | Partia                     | Kadencja                  | Kadencja                  | Gubernator                | Przypisy      |
| Lp.                  | Lp.   | Zastępca gubernatora                                      | Partia                     | Od                        | Do                        | Gubernator                | Przypisy      |
| -------------------- | ----- | --------------------------------------------------------- | -------------------------- | ------------------------- | ------------------------- | ------------------------- | ------------- |
|                      | 1.    | Pierre Van Cortlandt (ur. 21 I 1721, zm. 1 V 1814)        | Demokratyczni Republikanie | 30 lipca 1777(dts)        | 30 czerwca 1780(dts)      | George Clinton            | [ 7 ]         |
| 1 lipca 1780(dts)    | 1.    | Pierre Van Cortlandt (ur. 21 I 1721, zm. 1 V 1814)        | Demokratyczni Republikanie | 30 czerwca 1783(dts)      |                           | George Clinton            | [ 7 ]         |
| 1 lipca 1783(dts)    | 1.    | Pierre Van Cortlandt (ur. 21 I 1721, zm. 1 V 1814)        | Demokratyczni Republikanie | 30 czerwca 1786(dts)      |                           | George Clinton            | [ 7 ]         |
| 1 lipca 1786(dts)    | 1.    | Pierre Van Cortlandt (ur. 21 I 1721, zm. 1 V 1814)        | Demokratyczni Republikanie | 30 czerwca 1789(dts)      |                           | George Clinton            | [ 7 ]         |
| 1 lipca 1789(dts)    | 1.    | Pierre Van Cortlandt (ur. 21 I 1721, zm. 1 V 1814)        | Demokratyczni Republikanie | 30 czerwca 1792(dts)      |                           | George Clinton            | [ 7 ]         |
| 1 lipca 1792(dts)    | 1.    | Pierre Van Cortlandt (ur. 21 I 1721, zm. 1 V 1814)        | Demokratyczni Republikanie | 30 czerwca 1795(dts)      |                           | George Clinton            | [ 7 ]         |
|                      | 2.    | Stephen Van Rensselaer (ur. 1 XI 1764, zm. 26 I 1839)     | Federaliści                | 1 lipca 1795(dts)         | 30 czerwca 1798(dts)      | John Jay                  | [ 7 ]         |
| 1 lipca 1798(dts)    | 2.    | Stephen Van Rensselaer (ur. 1 XI 1764, zm. 26 I 1839)     | Federaliści                | 30 czerwca 1801(dts)      |                           | John Jay                  | [ 7 ]         |
|                      | 3.    | Jeremiah Van Rensselaer (ur. 27 VII 1738, zm. 19 II 1810) | Demokratyczni Republikanie | 1 lipca 1801(dts)         | 30 czerwca 1804(dts)      | George Clinton            | [ 7 ]         |
|                      | 4.    | John Broome (ur. 19 VII 1738, zm. 8 VIII 1910)            | Demokratyczni Republikanie | 1 lipca 1804(dts)         | 30 czerwca 1807(dts)      | Morgan Lewis              | [ 7 ]         |
| 1 lipca 1807(dts)    | 4.    | John Broome (ur. 19 VII 1738, zm. 8 VIII 1910)            | Demokratyczni Republikanie | 30 czerwca 1810(dts)      | Daniel Tompkins           |                           | [ 7 ]         |
| 1 lipca 1810(dts)    | 4.    | John Broome (ur. 19 VII 1738, zm. 8 VIII 1910)            | Demokratyczni Republikanie | 8 sierpnia 1810(dts)      | Daniel Tompkins           |                           | [ 7 ]         |
|                      | –     | Wakat                                                     | Wakat                      | 8 sierpnia 1810(dts)      | Daniel Tompkins           | 29 stycznia 1811(dts)     | [ 7 ]         |
|                      | 5.    | John Tayler (ur. 4 VII 1742, zm. 19 III 1829)             | Demokratyczni Republikanie | 29 stycznia 1811(dts)     | Daniel Tompkins           | 30 kwietnia 1811(dts)     | [ 7 ]         |
|                      | 6.    | DeWitt Clinton (ur. 2 III 1769, zm. 11 II 1828)           | Demokratyczni Republikanie | 30 kwietnia 1811(dts)     | Daniel Tompkins           | 30 czerwca 1813(dts)      | [ 7 ]         |
|                      | (5.)  | John Tayler (ur. 4 VII 1742, zm. 9 V 1829)                | Demokratyczni Republikanie | 1 lipca 1813(dts)         | Daniel Tompkins           | 30 czerwca 1816(dts)      | [ 7 ]         |
| 1 lipca 1816(dts)    | (5.)  | John Tayler (ur. 4 VII 1742, zm. 9 V 1829)                | Demokratyczni Republikanie | 24 lutego 1817(dts)       | Daniel Tompkins           |                           | [ 7 ]         |
|                      | 7.    | Philetus Swift (ur. 26 VI 1763, zm. 24 VII 1828)          | Demokratyczni Republikanie | 24 lutego 1817(dts)       | 30 czerwca 1817(dts)      | John Tayler               | [ 7 ]         |
|                      | (5.)  | John Tayler (ur. 4 VII 1742, zm. 9 V 1829)                | Demokratyczni Republikanie | 1 lipca 1817(dts)         | 30 czerwca 1820(dts)      | DeWitt Clinton            | [ 7 ]         |
| 1 lipca 1820(dts)    | (5.)  | John Tayler (ur. 4 VII 1742, zm. 9 V 1829)                | Demokratyczni Republikanie | 31 grudnia 1822(dts)      |                           | DeWitt Clinton            | [ 7 ]         |
|                      | 8.    | Erastus Root (ur. 16 III 1773, zm. 24 XII 1846)           | Demokratyczni Republikanie | 1 stycznia 1823(dts)      | 31 grudnia 1824(dts)      | Joseph Yates              | [ 7 ]         |
|                      | 9.    | James Tallmadge Jr. (ur. 28 I 1778, zm. 29 IX 1853)       | Demokratyczni Republikanie | 1 stycznia 1825(dts)      | 31 grudnia 1826(dts)      | DeWitt Clinton            | [ 7 ]         |
|                      | 10.   | Nathaniel Pitcher (ur. 30 XI 1777, zm. 25 V 1836)         | Demokratyczni Republikanie | 1 stycznia 1827(dts)      | 11 lutego 1828(dts)       | DeWitt Clinton            | [ 7 ]         |
|                      | –     | Wakat                                                     | Wakat                      | 11 lutego 1828(dts)       | 16 lutego 1828(dts)       | Nathaniel Pitcher         | [ 7 ]         |
|                      | 11.   | Peter Livingston (ur. 3 X 1766, zm. 19 I 1847)            | Demokratyczni Republikanie | 16 lutego 1828(dts)       | 7 października 1828(dts)  | Nathaniel Pitcher         | [ 7 ]         |
|                      | 12.   | Charles Dayan (ur. 8 VII 1792, zm. 25 XII 1877)           | Demokratyczni Republikanie | 7 października 1828(dts)  | 31 grudnia 1828(dts)      | Nathaniel Pitcher         | [ 7 ]         |
|                      | 13.   | Enos Throop (ur. 21 VIII 1784, zm. 1 XI 1874)             | Demokraci                  | 1 stycznia 1829(dts)      | 12 marca 1829(dts)        | Martin Van Buren          | [ 7 ]         |
|                      | 14.   | Charles Stebbins (ur. 23 VI 1789, zm. 23 III 1873)        | Demokraci                  | 12 marca 1829(dts)        | 5 stycznia 1830(dts)      | Martin Van Buren          | [ 7 ]         |
|                      | 15.   | William Oliver (ur. 15 X 1792, zm. 21 VII 1863)           | Demokraci                  | 5 stycznia 1830(dts)      | 31 grudnia 1830(dts)      | Enos Throop               | [ 7 ]         |
|                      | 16.   | Edward Philip Livingston (ur. 24 XI 1779, zm. 3 XI 1843)  | Demokraci                  | 1 stycznia 1831(dts)      | 31 grudnia 1832(dts)      | Enos Throop               | [ 7 ]         |
|                      | 17.   | John Tracy (ur. 26 X 1783, zm. 18 VI 1864)                | Demokraci                  | 1 stycznia 1833(dts)      | 31 grudnia 1834(dts)      | William Marcy             | [ 7 ]         |
| 1 stycznia 1835(dts) | 17.   | John Tracy (ur. 26 X 1783, zm. 18 VI 1864)                | Demokraci                  | 31 grudnia 1836(dts)      |                           | William Marcy             | [ 7 ]         |
| 1 stycznia 1837(dts) | 17.   | John Tracy (ur. 26 X 1783, zm. 18 VI 1864)                | Demokraci                  | 31 grudnia 1838(dts)      |                           | William Marcy             | [ 7 ]         |
|                      | 18.   | Luther Bradish (ur. 15 IX 1783, zm. 30 VIII 1863)         | Wigowie                    | 1 stycznia 1839(dts)      | 31 grudnia 1840(dts)      | William Seward            | [ 7 ]         |
| 1 stycznia 1841(dts) | 18.   | Luther Bradish (ur. 15 IX 1783, zm. 30 VIII 1863)         | Wigowie                    | 31 grudnia 1842(dts)      |                           | William Seward            | [ 7 ]         |
|                      | 19.   | Daniel Dickinson (ur. 11 IX 1800, zm. 12 IV 1866)         | Demokraci                  | 1 stycznia 1843(dts)      | 31 grudnia 1844(dts)      | William Bouck             | [ 7 ]         |
|                      | 20.   | Addison Gardiner (ur. 19 III 1797, zm. 5 VI 1883)         | Demokraci                  | 1 stycznia 1845(dts)      | 31 grudnia 1846(dts)      | Silas Wright              | [ 7 ]         |
|                      | 21.   | Hamilton Fish (ur. 3 VIII 1808, zm. 7 IX 1893)            | Wigowie                    | 1 stycznia 1847(dts)      | 31 grudnia 1848(dts)      | John Young                | [ 7 ]         |
|                      | 22.   | George Patterson (ur. 11 XI 1799, zm. 15 X 1879)          | Wigowie                    | 1 stycznia 1849(dts)      | 31 grudnia 1850(dts)      | Hamilton Fish             | [ 7 ]         |
|                      | 24.   | Sanford Church (ur. 18 VIII 1815, zm. 13 V 1880)          | Demokraci                  | 1 stycznia 1851(dts)      | 31 grudnia 1852(dts)      | Washington Hunt           | [ 7 ]         |
| 1 stycznia 1853(dts) | 24.   | Sanford Church (ur. 18 VIII 1815, zm. 13 V 1880)          | Demokraci                  | 31 grudnia 1854(dts)      | Horatio Seymour           |                           | [ 7 ]         |
|                      | 25.   | Henry Jarvis Raymond (ur. 24 I 1820, zm. 18 VI 1869)      | Wigowie                    | 1 stycznia 1855(dts)      | 31 grudnia 1856(dts)      | Myron Clark               | [ 7 ]         |
|                      | 26.   | Henry Selden (ur. 14 X 1805, zm. 18 IX 1885)              | Republikanie               | 1 stycznia 1857(dts)      | 31 grudnia 1858(dts)      | John King                 | [ 7 ]         |
|                      | 27.   | Robert Campbell (ur. 1 V 1808, zm. 16 VII 1870)           | Republikanie               | 1 stycznia 1859(dts)      | 31 grudnia 1860(dts)      | Edwin Morgan              | [ 7 ]         |
| 1 stycznia 1861(dts) | 27.   | Robert Campbell (ur. 1 V 1808, zm. 16 VII 1870)           | Republikanie               | 31 grudnia 1862(dts)      |                           | Edwin Morgan              |               |
|                      | 28.   | David Floyd-Jones (ur. 6 IV 1813, zm. 8 I 1871)           | Demokraci                  | 1 stycznia 1863(dts)      | 31 grudnia 1864(dts)      | Horatio Seymour           | [ 7 ]         |
|                      | 29.   | Thomas Alvord (ur. 20 XII 1810, zm. 26 X 1897)            | Republikanie               | 1 stycznia 1865(dts)      | 31 grudnia 1866(dts)      | Reuben Fenton             | [ 7 ]         |
|                      | 30.   | Stewart Woodford (ur. 3 IX 1835, zm. 14 II 1913)          | Republikanie               | 1 stycznia 1867(dts)      | 31 grudnia 1868(dts)      | Reuben Fenton             | [ 7 ]         |
|                      | 31.   | Allen Beach (ur. 9 X 1825, zm. 17 X 1918)                 | Demokraci                  | 1 stycznia 1869(dts)      | 31 grudnia 1870(dts)      | John Hoffman              | [ 7 ]         |
| 1 stycznia 1871(dts) | 31.   | Allen Beach (ur. 9 X 1825, zm. 17 X 1918)                 | Demokraci                  | 31 grudnia 1872(dts)      |                           | John Hoffman              |               |
|                      | 32.   | John Robinson (ur. 10 IV 1817, zm. 18 II 1897)            | Republikanie               | 1 stycznia 1873(dts)      | 31 grudnia 1874(dts)      | John Adams Dix            | [ 7 ]         |
|                      | 33.   | William Dorsheimer (ur. 5 II 1832, zm. 26 II 1888)        | Demokraci                  | 1 stycznia 1875(dts)      | 31 grudnia 1876(dts)      | Samuel Tilden             | [ 7 ]         |
| 1 stycznia 1877(dts) | 33.   | William Dorsheimer (ur. 5 II 1832, zm. 26 II 1888)        | Demokraci                  | 31 grudnia 1879(dts)      | Lucius Robinson           |                           | [ 7 ]         |
|                      | 34.   | George Gilbert Hoskins (ur. 24 XII 1824, zm. 12 VI 1893)  | Republikanie               | 1 stycznia 1880(dts)      | 31 grudnia 1882(dts)      | Alonzo Cornell            | [ 7 ]         |
|                      | 35.   | David Hill (ur. 29 VIII 1743, zm. 20 X 1910)              | Demokraci                  | 1 stycznia 1883(dts)      | 6 stycznia 1885(dts)      | David Bennett Hill        | [ 7 ]         |
|                      | 36.   | Dennis McCarthy (ur. 29 X 1843, zm. 20 X 1910)            | Republikanie               | 6 stycznia 1885(dts)      | 31 grudnia 1885(dts)      | David Bennett Hill        | [ 7 ]         |
|                      | 37.   | Edward Jones (ur. 3 VI 1828, zm. 14 VIII 1913)            | Demokraci                  | 1 stycznia 1886(dts)      | 31 grudnia 1888(dts)      | David Bennett Hill        | [ 7 ]         |
| 1 stycznia 1889(dts) | 37.   | Edward Jones (ur. 3 VI 1828, zm. 14 VIII 1913)            | Demokraci                  | 31 grudnia 1891(dts)      |                           | David Bennett Hill        | [ 7 ]         |
|                      | 38.   | William Sheehan (ur. 6 XI 1859, zm. 14 III 1917)          | Demokraci                  | 1 stycznia 1892(dts)      | 31 grudnia 1894(dts)      | Roswell Flower            | [ 7 ]         |
|                      | 39.   | Charles Saxton (ur. 2 VII 1846, zm. 23 X 1903)            | Republikanie               | 1 stycznia 1895(dts)      | 31 grudnia 1896(dts)      | Levi Morton               | [ 7 ]         |
|                      | 40.   | Timothy Woodruff (ur. 4 VIII 1858, zm. 12 X 1913)         | Republikanie               | 1 stycznia 1897(dts)      | 31 grudnia 1898(dts)      | Frank Black               | [ 7 ]         |
| 1 stycznia 1899(dts) | 40.   | Timothy Woodruff (ur. 4 VIII 1858, zm. 12 X 1913)         | Republikanie               | 31 grudnia 1900(dts)      | Theodore Roosevelt        |                           | [ 7 ]         |
| 1 stycznia 1901(dts) | 40.   | Timothy Woodruff (ur. 4 VIII 1858, zm. 12 X 1913)         | Republikanie               | 31 grudnia 1902(dts)      | Benjamin Odell            |                           | [ 7 ]         |
|                      | 41.   | Frank Higgins (ur. 18 VIII 1856, zm. 12 II 1907)          | Republikanie               | 1 stycznia 1903(dts)      | Benjamin Odell            | 31 grudnia 1904(dts)      | [ 7 ]         |
|                      | 42.   | Matthew Linn Bruce (ur. 1 X 1860, zm. 26 II 1936)         | Republikanie               | 1 stycznia 1905(dts)      | 31 grudnia 1906(dts)      | Frank Higgins             | [ 7 ]         |
|                      | 43.   | Lewis Stuyvesant Chanler (ur. 24 IX 1869, zm. 28 II 1942) | Demokraci                  | 1 stycznia 1907(dts)      | 31 grudnia 1908(dts)      | Charles Evans Hughes      | [ 7 ]         |
|                      | 44.   | Horace White (ur. 7 X 1765, zm. 27 XI 1943)               | Republikanie               | 1 stycznia 1909(dts)      | 6 października 1910(dts)  | Charles Evans Hughes      | [ 7 ]         |
|                      | –     | Wakat                                                     | Wakat                      | 6 października 1910(dts)  | 21 października 1910(dts) | Horace White              | [ 7 ]         |
|                      | 45.   | George Cobb (ur. 10 X 1864, zm. I 1943)                   | Republikanie               | 21 października 1910(dts) | 31 grudnia 1910(dts)      | Horace White              | [ 7 ] [ 8 ]   |
|                      | 46.   | Thomas Conway (ur. 4 V 1862, zm. 9 XI 1945)               | Demokraci                  | 1 stycznia 1911(dts)      | 31 grudnia 1912(dts)      | John Alden Dix            | [ 7 ]         |
|                      | 47.   | Martin Glynn (ur. 27 IX 1871, zm. 14 XII 1924)            | Demokraci                  | 1 stycznia 1913(dts)      | 17 października 1913(dts) | William Sulzer            | [ 7 ]         |
|                      | 48.   | Robert F. Wagner (ur. 8 VI 1877, zm. 4 V 1953)            | Demokraci                  | 17 października 1913(dts) | 31 grudnia 1914(dts)      | Martin Glynn              | [ 7 ]         |
|                      | 49.   | Edward Schoeneck (ur. 1 VIII 1875, zm. 22 VI 1951)        | Republikanie               | 1 stycznia 1915(dts)      | 31 grudnia 1916(dts)      | Charles Seymour Whitman   | [ 7 ]         |
| 1 stycznia 1917(dts) | 49.   | Edward Schoeneck (ur. 1 VIII 1875, zm. 22 VI 1951)        | Republikanie               | 31 grudnia 1918(dts)      |                           | Charles Seymour Whitman   | [ 7 ]         |
|                      | 50.   | Harry Walker (ur. 18 III 1873, zm. 2 XI 1932)             | Demokraci                  | 1 stycznia 1919(dts)      | 31 grudnia 1920(dts)      | Al Smith                  | [ 7 ]         |
|                      | 51.   | Jeremiah Wood (ur. 27 IX 1876, zm. 16 I 1962)             | Republikanie               | 1 stycznia 1921(dts)      | 31 grudnia 1922(dts)      | Nathan Miller             | [ 7 ]         |
|                      | 52.   | George Richard Lunn (ur. 23 VI 1873, zm. 27 XI 1848)      | Demokraci                  | 1 stycznia 1923(dts)      | 31 grudnia 1924(dts)      | Al Smith                  | [ 7 ]         |
|                      | 53.   | Seymour Lowman (ur. 7 X 1868, zm. 13 III 1940)            | Republikanie               | 1 stycznia 1925(dts)      | 31 grudnia 1926(dts)      | Al Smith                  | [ 7 ]         |
|                      | 54.   | Edwin Corning (ur. 30 IX 1883, zm. 7 VIII 1934)           | Demokraci                  | 1 stycznia 1927(dts)      | 31 grudnia 1928(dts)      | Al Smith                  | [ 7 ]         |
|                      | 55.   | Herbert H. Lehman (ur. 28 III 1878, zm. 15 XII 1963)      | Demokraci                  | 1 stycznia 1929(dts)      | 31 grudnia 1930(dts)      | Franklin Delano Roosevelt | [ 7 ]         |
| 1 stycznia 1931(dts) | 55.   | Herbert H. Lehman (ur. 28 III 1878, zm. 15 XII 1963)      | Demokraci                  | 31 grudnia 1932(dts)      |                           | Franklin Delano Roosevelt | [ 7 ]         |
|                      | 56.   | Michael William Bray (ur. 25 IX 1889, zm. 17 I 1961)      | Demokraci                  | 1 stycznia 1933(dts)      | 31 grudnia 1934(dts)      | Herbert H. Lehman         | [ 7 ]         |
| 1 stycznia 1935(dts) | 56.   | Michael William Bray (ur. 25 IX 1889, zm. 17 I 1961)      | Demokraci                  | 31 grudnia 1936(dts)      |                           | Herbert H. Lehman         | [ 7 ]         |
| 1 stycznia 1937(dts) | 56.   | Michael William Bray (ur. 25 IX 1889, zm. 17 I 1961)      | Demokraci                  | 31 grudnia 1938(dts)      |                           | Herbert H. Lehman         | [ 7 ]         |
|                      | 57.   | Charles Poletti (ur. 2 VII 1903, zm. 8 VIII 2002)         | Demokraci                  | 1 stycznia 1939(dts)      | 3 grudnia 1942(dts)       | Herbert H. Lehman         | [ 7 ]         |
|                      | 58.   | Joe Hanley (ur. 30 V 1876, zm. 4 IX 1961)                 | Republikanie               | 3 grudnia 1942(dts)       | 31 grudnia 1942(dts)      | Charles Poletti           | [ 7 ]         |
|                      | 59.   | Thomas W. Wallace (ur. 24 I1900, zm. 17 VII 1943)         | Republikanie               | 1 stycznia 1943(dts)      | 31 grudnia 1946(dts)      | Thomas Dewey              | [ 7 ]         |
|                      | (58.) | Joe Hanley (ur. 30 V 1876, zm. 4 IX 1961)                 | Republikanie               | 1 stycznia 1947(dts)      | 31 grudnia 1950(dts)      | Thomas Dewey              |               |
|                      | 60.   | Frank Moore (23 III 1896, zm. 23 IV 1978)                 | Republikanie               | 1 stycznia 1951(dts)      | 29 września 1953(dts)     | Thomas Dewey              | [ 7 ]         |
|                      | 61.   | Arthur Wicks (ur. 24 XII 1887, zm. 18 II 1985)            | Republikanie               | 29 września 1953(dts)     | 6 stycznia 1954(dts)      | Thomas Dewey              | [ 7 ] [ 9 ]   |
|                      | 62.   | Walter Mahoney (ur. 10 III 1908, zm. 1 III 1982)          | Republikanie               | 6 stycznia 1954(dts)      | 31 grudnia 1954(dts)      | Thomas Dewey              | [ 7 ]         |
|                      | 63.   | George DeLuca (20 IX 1889, zm. 2 V 1983)                  | Demokraci                  | 1 stycznia 1955(dts)      | 31 grudnia 1958(dts)      | William Averell Harriman  | [ 7 ]         |
|                      | 64.   | Malcolm Wilson (ur. 26 II 1914, zm. 13 III 2000)          | Republikanie               | 1 stycznia 1959(dts)      | 31 grudnia 1962(dts)      | Nelson Rockefeller        | [ 7 ]         |
| 1 stycznia 1963(dts) | 64.   | Malcolm Wilson (ur. 26 II 1914, zm. 13 III 2000)          | Republikanie               | 31 grudnia 1966(dts)      |                           | Nelson Rockefeller        | [ 7 ]         |
| 1 stycznia 1967(dts) | 64.   | Malcolm Wilson (ur. 26 II 1914, zm. 13 III 2000)          | Republikanie               | 31 grudnia 1970(dts)      |                           | Nelson Rockefeller        | [ 7 ]         |
| 1 stycznia 1971(dts) | 64.   | Malcolm Wilson (ur. 26 II 1914, zm. 13 III 2000)          | Republikanie               | 18 grudnia 1973(dts)      |                           | Nelson Rockefeller        | [ 7 ]         |
|                      | 65.   | Warren Anderson (ur. 16 X 1915, zm. 1 VI 2007)            | Republikanie               | 18 grudnia 1973(dts)      | 31 grudnia 1974(dts)      | Malcolm Wilson            | [ 7 ]         |
|                      | 66.   | Mary Anne Krupsak (ur. 26 III 1932)                       | Demokraci                  | 1 stycznia 1975(dts)      | 31 grudnia 1978(dts)      | Hugh Carey                | [ 7 ]         |
|                      | 67.   | Mario Cuomo (ur. 15 VI 1932, zm. 1 I 2015)                | Demokraci                  | 1 stycznia 1979(dts)      | 31 grudnia 1982(dts)      | Hugh Carey                | [ 7 ]         |
|                      | 68.   | Alfred DelBello (ur. 3 XI 1934, zm. 15 V 2015)            | Demokraci                  | 1 stycznia 1983(dts)      | 1 lutego 1985(dts)        | Mario Cuomo               | [ 7 ]         |
|                      | 69.   | Warren Anderson (ur. 16 X 1915, zm. 1 VI 2007)            | Republikanie               | 1 lutego 1985(dts)        | 31 grudnia 1986(dts)      | Mario Cuomo               | [ 7 ]         |
|                      | 70.   | Stan Lundine (ur. 4 II 1939)                              | Demokraci                  | 1 stycznia 1987(dts)      | 31 grudnia 1990(dts)      | Mario Cuomo               | [ 7 ]         |
| 1 stycznia 1991(dts) | 70.   | Stan Lundine (ur. 4 II 1939)                              | Demokraci                  | 31 grudnia 1994(dts)      |                           | Mario Cuomo               | [ 7 ]         |
|                      | 71.   | Betsy McCaughey Ross (ur. 20 X 1948)                      | Republikanie               | 1 stycznia 1995(dts)      | 31 grudnia 1998(dts)      | George Pataki             | [ 7 ]         |
|                      | 72.   | Mary Donohue (ur. 22 III 1947)                            | Republikanie               | 1 stycznia 1999(dts)      | 31 grudnia 2002(dts)      | George Pataki             | [ 7 ]         |
| 1 stycznia 2003(dts) | 72.   | Mary Donohue (ur. 22 III 1947)                            | Republikanie               | 31 grudnia 2006(dts)      |                           | George Pataki             | [ 7 ]         |
|                      | 73.   | David Paterson (ur. 20 V 1954)                            | Demokraci                  | 1 stycznia 2007(dts)      | 17 marca 2008(dts)        | Eliot Spitzer             | [ 10 ] [ 11 ] |
|                      | 74.   | Joseph Bruno (ur. 8 IV 1929)                              | Republikanie               | 17 marca 2008(dts)        | 24 czerwca 2008(dts)      | David Paterson            | [ 12 ] [ 13 ] |
|                      | 75.   | Dean Skelos (ur. 18 II 1948)                              | Republikanie               | 24 czerwca 2008(dts)      | 6 stycznia 2009(dts)      | David Paterson            | [ 14 ] [ 15 ] |
|                      | 76.   | Malcolm Smith (ur. 9 VIII 1956)                           | Demokraci                  | 7 stycznia 2009(dts)      | 8 czerwca 2009(dts)       | David Paterson            | [ 16 ]        |
|                      | 77.   | Pedro Espada Jr. (ur. 20 X 1953)                          | Demokraci                  | 8 czerwca 2009(dts)       | 8 lipca 2009(dts)         | David Paterson            | [ 17 ] [ 18 ] |
|                      | 78.   | Richard Ravitch (ur. 7 VII 1933)                          | Demokraci                  | 8 lipca 2009(dts)         | 31 grudnia 2010(dts)      | David Paterson            | [ 19 ] [ 20 ] |
|                      | 79.   | Robert Duffy (ur. 21 VIII 1954)                           | Demokraci                  | 1 stycznia 2011(dts)      | 31 grudnia 2014(dts)      | Andrew Cuomo              | [ 21 ]        |
|                      | 80.   | Kathy Hochul (ur. 27 VIII 1958)                           | Demokraci                  | 1 stycznia 2015(dts)      | 31 grudnia 2018(dts)      | Andrew Cuomo              | [ 22 ]        |
| 1 stycznia 2019(dts) | 80.   | Kathy Hochul (ur. 27 VIII 1958)                           | Demokraci                  | 23 sierpnia 2021(dts)     |                           | Andrew Cuomo              | [ 22 ]        |
|                      | –     | Andrea Stewart-Cousins (ur. 2 IX 1950)                    | Demokraci                  | 24 sierpnia 2021(dts)     | 9 września 2021(dts)      | Kathy Hochul              |               |
|                      | 81.   | Brian Benjamin (ur. 1976)                                 | Demokraci                  | 9 września 2021(dts)      | 12 kwietnia 2022(dts)     | Kathy Hochul              |               |
|                      | –     | Andrea Stewart-Cousins (ur. 2 IX 1950)                    | Demokraci                  | 12 kwietnia 2022(dts)     | 25 maja 2022(dts)         | Kathy Hochul              |               |
|                      | 82.   | Antonio Delgado (ur. 1977)                                | Demokraci                  | 25 maja 2022(dts)         | nadal                     | Kathy Hochul              |               |